# Lacarre
Lacarre (baskisch Lakarra) ist eine französische Gemeinde mit 175 Einwohnern (Stand 1. Januar 2022) im Département Pyrénées-Atlantiques in der Region Nouvelle-Aquitaine (vor 2016: Aquitanien). Die Gemeinde gehört zum Arrondissement Oloron-Sainte-Marie und zum Kanton Montagne Basque (bis 2015: Kanton Saint-Jean-Pied-de-Port).
Die Einwohner werden Lakartar genannt.

## Geographie
Lacarre liegt ca. 55 km südöstlich von Bayonne im historischen Landstrich Pays de Cize (baskisch Garazi) der historischen Provinz Nieder-Navarra im französischen Teil des Baskenlands.
Umgeben wird Lacarre von den Nachbargemeinden:
|                   | Ainhice-Mongelos                            |          |
| Bustince-Iriberry | Kompassrose, die auf Nachbargemeinden zeigt | Gamarthe |
|                   | Bussunarits-Sarrasquette                    |          |

Lacarre liegt im Einzugsgebiet des Flusses Adour.
Nebenflüsse des Laurhibar strömen durch das Gebiet der Gemeinde:
- der Ruisseau Arzuby, hier auch Basagibeleko Erreka genannt, mit seinem Zufluss
  - Arangorriko Erreka und sein Nebenfluss
    - Ruisseau d’Idiondoa sowie
- der Ruisseau Tosca.[2]

## Geschichte
Die Grundherren von Lacarre und somit der Name der Gemeinde wurden 1190 erstmals im Zusammenhang mit dem Dritten Kreuzzug erwähnt, bei dem Bernard de Lacarre, Bischof von Bayonne, als Konnetable Richard Löwenherz, König von England und Herzog von Aquitanien, begleitete. Die Familie Lacarre errichtete zwischen dem 11. und 14. Jahrhundert die Burg von Lacarre an einer strategisch bedeutsamen Stelle an der Kreuzung zweier wichtiger Wege. Viele Jahrhunderte später sollte das Gebäude Schloss von Harispe genannt werden nach Jean Isidore Harispe, einem französischen General, in dessen Besitz es 1820 gelangte.
Paul Raymond, Archivar und Historiker des 19. Jahrhunderts, notierte, dass die Pfarrgemeinde von Lacarre eine Filialgemeinde von Gamarthe war und dass das Baronat von Lacarre dem Königreich Navarra unterstand.
Toponyme und Erwähnungen von Lacarre waren:
- Lacarra (1119),
- Lecarre (Mitte des 12. Jahrhunderts, Kopialbuch des Bistums Bayonne),
- Le Carra (1249),
- Lacarra (1264, 1366),
- Lekarre, Lacarra (1168 bzw. 14. Jahrhundert, Manuskriptsammlung von André Duchesne, Band 114, Blatt 35 und 171),
- Sanctus Martinus de Lacarre (1767, Kollationen des Bistums Bayonne) und
- Lacarre (1750, Karte von Cassini).[4][5][6]

### Einwohnerentwicklung
Nach einem Höchststand der Einwohnerzahl von rund 300 Einwohnern in der Mitte des 19. Jahrhunderts ist die Zahl bei kurzen Wachstumsphasen bis zu den 1980er Jahren auf rund 100 Einwohnern gefallen. Seitdem ist ein moderates Wachstum der Gemeinde zu verzeichnen.
| Jahr      | 1962 | 1968 | 1975 | 1982 | 1990 | 1999 | 2006 | 2009 | 2022 |
| --------- | ---- | ---- | ---- | ---- | ---- | ---- | ---- | ---- | ---- |
| Einwohner | 141  | 121  | 118  | 107  | 118  | 129  | 127  | 147  | 175  |

## Sehenswürdigkeiten

### Pfarrkirche

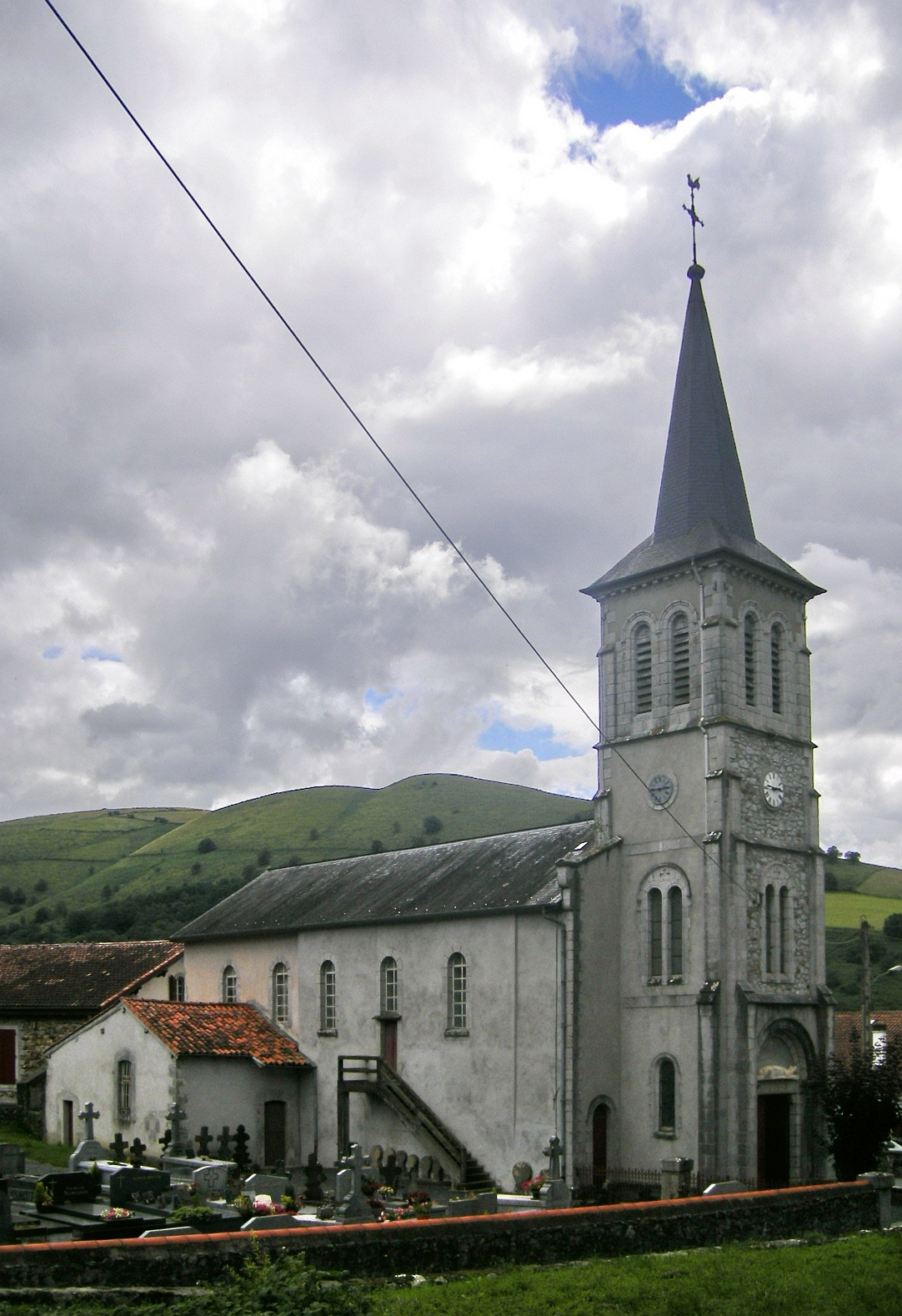
Pfarrkirche Saint-Martin von Lacarre

Sie ist Martin von Tours geweiht. Das exakte Datum des Baus der ursprünglichen Kirche ist unbekannt. Die Inschrift am Eingang zur nördlichen Seitenkapelle lautet: „HENRY DE LAFUSUN BARON DE LACARRE 1874“, die Tür an der südlichen Kapelle trägt das Datum 1880. Diese Angaben bestätigen auf der einen Seite einen umfassenden Umbau oder Restaurierung in jener Zeit und auf der anderen Seite die Zueignung der nördlichen Kapelle an die Adelsfamilie Lucarre. Der Eingangsvorbau besitzt zwei Bleiglasfenster, eines davon signiert vom Glasmalermeister Dauriac. Das einschiffige Langhaus ist nach Osten mit einer geraden Apsis abgeschlossen, an der die Sakristei angebaut ist. Nach Westen ist die Kirche mit einem viereckigen, dreigeschossigen Glockenturm über dem Eingangsvorbau ausgestattet, auf dem ein polygonaler Turmhelm sitzt. Die Wände der beiden oberen Stockwerke des Turms sind mit rundbogenförmigen Zwillingsfenster durchbrochen, hinter denen sich im obersten Stockwerk die Glocken verbergen. Eine gerade, gemauerte Außentreppe führt zu den Emporen im Innern, deren Plätze wie bei den meisten baskischen Kirchen traditionell den Männern während einer Messe vorbehalten sind. An der nördlichen Wand sind zahlreiche scheibenförmige Grabstelen, sogenannte Hilarri, angelehnt, die aus dem 17. Jahrhundert datieren.
Das Retabel am Hauptaltar im Chor stammt vermutlich aus dem 17. oder 18. Jahrhundert und ist dem Schutzpatron der Kirche, dem heiligen Martin, gewidmet. Dieser wird im zentralen Gemälde in Bischofskleidung dargestellt, eine Mitra tragend, einen Krummstab in seiner rechten Hand haltend und von Engeln umsäumt. Das Ölgemälde wird eingerahmt von vier Marmorsäulen und vergoldeten Pflanzenornamenten. Auf der darüber liegenden Ebene des Retabels befindet sich eine Statue des heiligen Martin mit einer Darstellung des Auges der Vorsehung oberhalb seines Kopfes. Das Motiv der Engel im zentralen Gemälde wird noch einmal durch zwei kleine Putti aufgegriffen, die an einem gemalten Vorhang über dem Retabel unter der Chordecke hängen.
Die Besonderheit des Denkmals zur Erinnerung an die im Ersten Weltkrieg gefallenen Soldaten der Gemeinde ist, dass es auf dem Tympanon des Eingangs geschaffen wurde. Es besteht aus der Skulptur eines liegenden Poilus und einem darüber angebrachten Schild mit den Namen von neun Soldaten.

### Friedhof von Lacarre

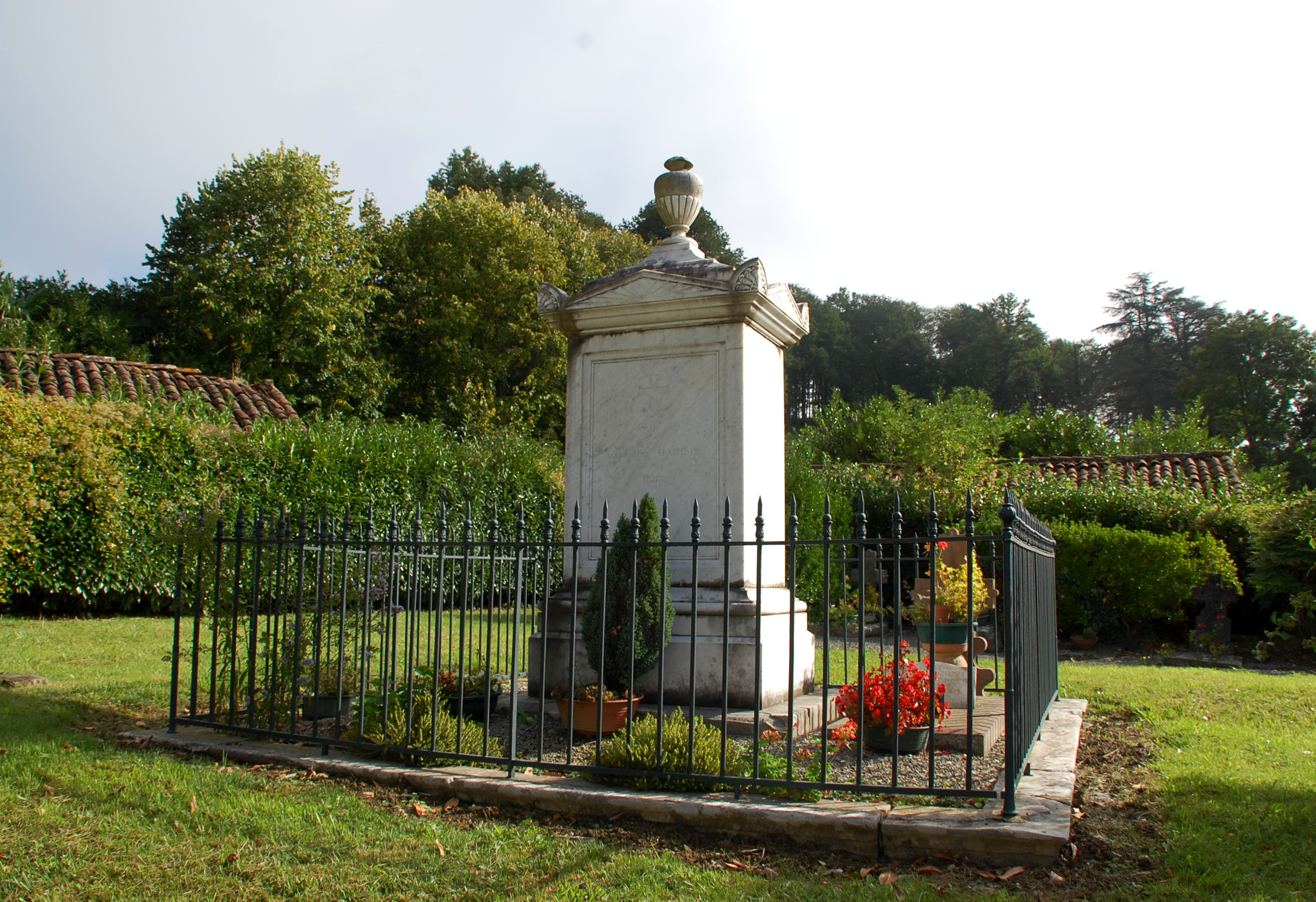
Grab von Jean Isidore Harispe auf dem Friedhof von Lacarre

Auf dem Friedhof neben der Pfarrkirche befinden sich zwei Grabstätten, die als nationale Kulturgüter registriert sind. Es handelt sich hierbei um das Grab von Jean Isidore Harispe und der Grabkapelle der Familie Luro. Letztere wurde zu Beginn des 20. Jahrhunderts im neugotischen Stil errichtet als Begräbnisstätte der Familie. Sie ist mit Betonplatten beschichtet, die mit Schwertlilien verziert sind. Zwei Bleiglasfenster und ein Vierpass beleuchten das Innere und sind Werke der renommierten Glasmalerei Mauméjean. Das Grab im Innern der Kapelle ist mit einem Medaillon aus Bronze verziert, das ein Porträt eines Bürgermeisters von Lacarre zeigt. Es ist mit „L. Danglade“ signiert, vom selben Künstler, der auch das Denkmal für die gefallenen Soldaten der Gemeinde an der Kirche geschaffen hat.

### Schloss von Lacarre, genannt Schloss Harispe
Der Vorläufer des heutigen Schlosses, ein Festes Haus, wurde vermutlich zwischen dem 11. und dem 13. Jahrhundert an einer strategisch wichtigen Kreuzung errichtet. Von der Grundherrenfamilie Lacarre, die zu Beginn des 12. Jahrhunderts erstmals erwähnt wurde, gelangte das Gebäude 1368 durch Heirat in den Besitz der Familie Asiayn, dann 1525 in die Hände der Familie Arbide, anschließend kam es zur Familie Lafuntzun im Jahre 1668. General Jean Isidore Harispe kaufte den Besitz im Jahre 1820. Obwohl es im 18. Jahrhundert insbesondere in Bezug auf die Innenausstattung umgestaltet worden war, hatte das Gebäude in der ersten Hälfte des 19. Jahrhunderts immer noch die Beschaffenheit des ursprünglichen Festen Hauses mit seiner Mauerdicke und mittelalterlichen Maueröffnungen. 1880 wurde das Anwesen schließlich nach Plänen des Architekten Doyère vollständig umgebaut im Hinblick auf die Schaffung von Fassaden in einer Stilmischung aus Neorenaissance und Neo-Louis-treize und einer Inneneinrichtung im Empire-Stil. Der heute dreigeschossige Bau wird flankiert von zwei kleinen Ecktürmen an der Südseite und einem großen Balkon über dem Haupteingang, der mit dem Wappen von Harispe verziert ist. Das Vestibül führt zu einer imposanten Wendeltreppe aus Holz, die den Zugang zu den oberen Stockwerken erlaubt. Der frühere Barockgarten und die Orangerie sind durch eine Rasenfläche mit einem Taubenschlag und Nebengebäuden ersetzt worden. Nachdem das Schloss lange Zeit im Besitz von Nachfahren von Jean Isidore Harispe gewesen war, wurde es 2015 von einem spanischen Ehepaar für 200.001 € ersteigert.

### Bauernhof Etxegoinea
1350 und 1366 wurde der Bauernhof als echegoyen in der Liste der Haushalte des Königreichs Navarra erwähnt. Das heutige Bauernhaus stammt vermutlich aus der ersten Hälfte des 17. Jahrhunderts, da die tragenden Teile aus Holz gearbeitet sind und die Zwischenwände im Innern und die obere Hälfte des Vorderteils aus Fachwerk bestehen. Im 19. und im 20. Jahrhundert wurden Restaurierungen vorgenommen, 2004 wurde das Joch abgerissen, in dem der Stall und der Heuboden untergebracht gewesen war. Die auf der Schwelle eines Zimmers sichtbar eingravierten Kielbögen stammen aus dem 17. Jahrhundert wie auch der Kamin mit Kragsteinen in der Küche. Wie bei allen Bauernhäusern der Region besitzt auch dieses Haus einen eskaratz, einen zentralen Eingangsbereich, von dem alle anderen Räume der Wohn- und Arbeitsbereiche zugänglich sind. Ein Anbau birgt den Brotbackofen, der Geflügel- und Schweinestall befindet sich im Hof.

## Wirtschaft und Infrastruktur

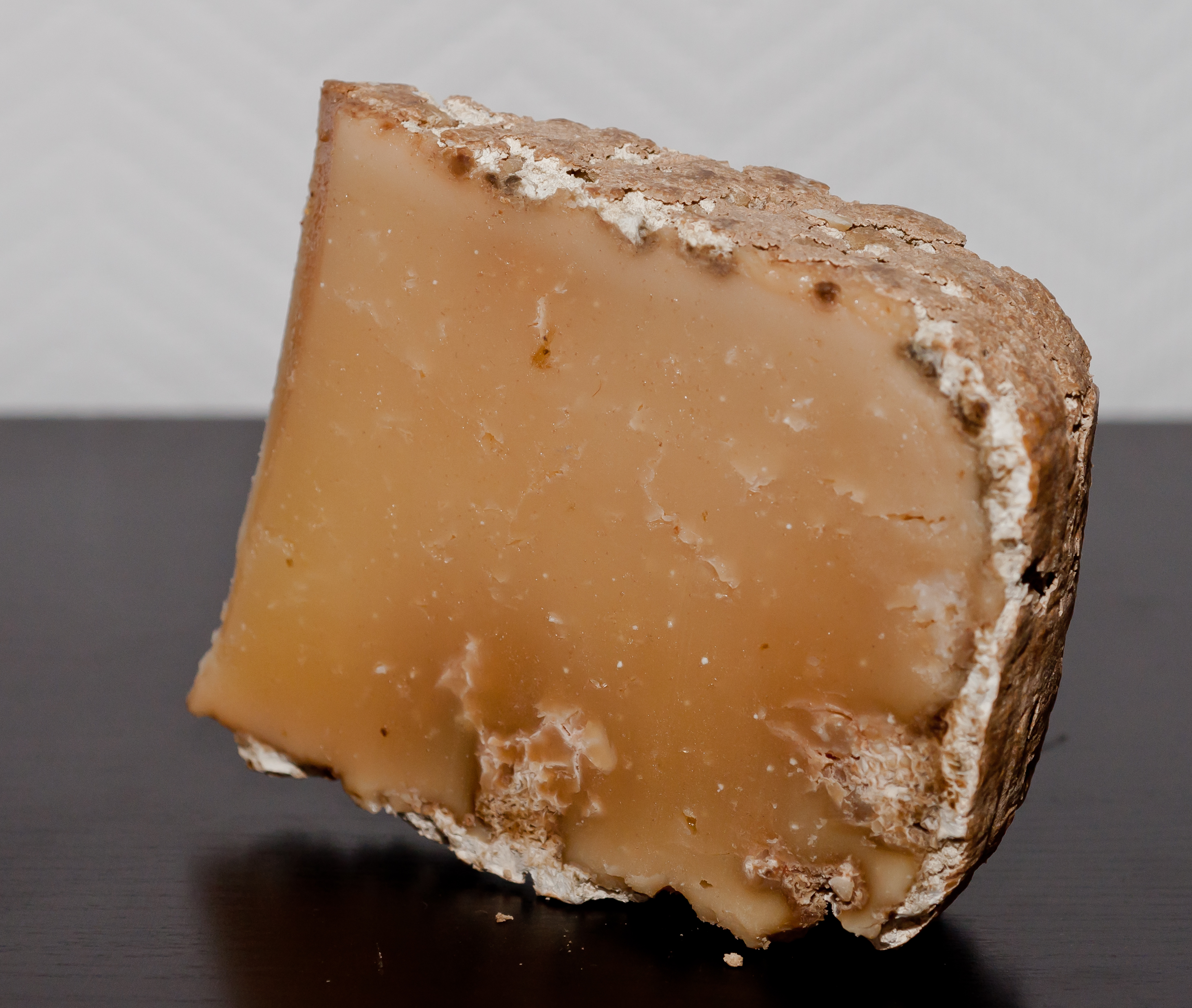
Ossau-Iraty, très affiné

Ackerbau und Viehzucht sind wichtige Wirtschaftsfaktoren der Gemeinde. Lacarre liegt in den Zonen AOC des Ossau-Iraty, eines traditionell hergestellten Schnittkäses aus Schafmilch, sowie der Schweinerasse und des Schinkens „Kintoa“.

Logo des Jakobswegs

### Sport und Freizeit
Der Fernwanderweg GR 65 von Genf nach Roncesvalles und der Fernwanderweg GR 78 von Carcassonne nach Saint-Jean-Pied-de-Port führen durch die Gemeinde und vereinigen sich an der Grenze zur Nachbargemeinde Bussunarits-Sarrasquette. Der GR 65 folgt der Via Podiensis, einem der vier historischen Jakobswege nach Santiago de Compostela, der GR 78 ist eine Nebenstrecke des Jakobswegs.

### Verkehr
Lacarre ist erreichbar über die Routes départementales 422 und 933 (ehemalige Route nationale 133) und ist über eine Linie des Busnetzes Transports 64 mit anderen Gemeinden des Départements verbunden.

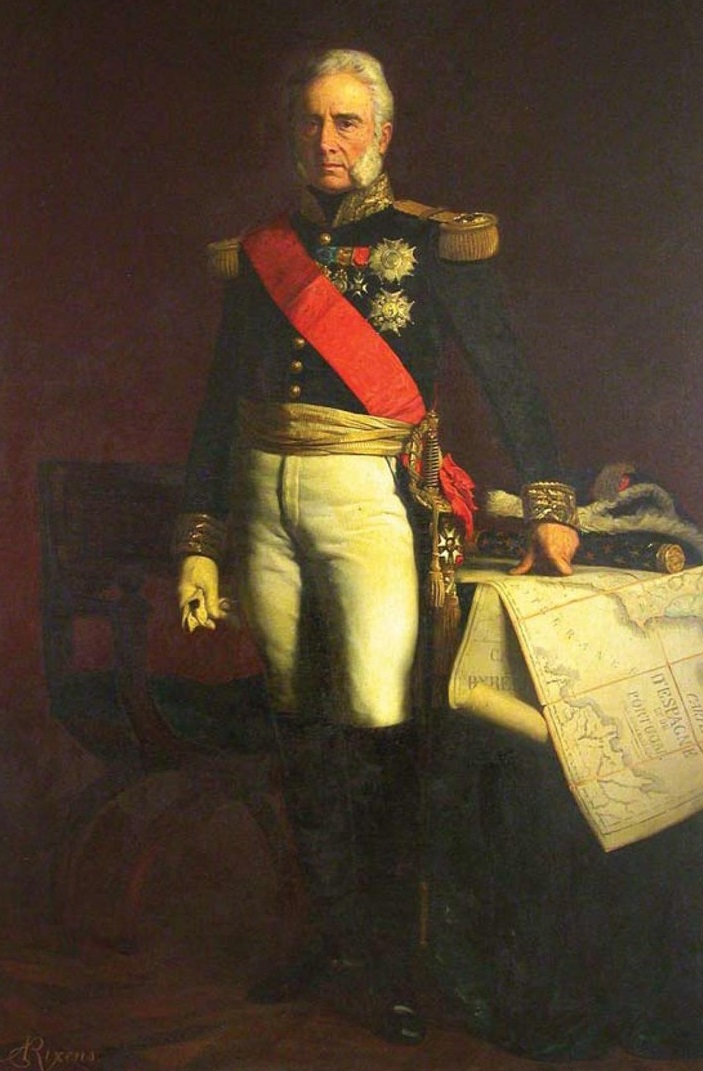
Jean Isidore Harispe

## Persönlichkeiten
Jean Isidore Harispe, geboren am 7. Dezember 1768 in Saint-Étienne-de-Baïgorry, gestorben am 26. Mai 1855 in Lacarre, war Offizier während der Französischen Revolution und des ersten Kaiserreichs, 1851 zum Marschall von Frankreich geehrt.